# Норт Вејлс (Пенсилванија)
Норт Вејлс (енгл. North Wales) град је у америчкој савезној држави Пенсилванија.

## Демографија
По попису из 2010. године број становника је 3.229, што је 113 (-3,4%) становника мање него 2000. године.
| Група             | 2000.         | 2010.         |
| Белци             | 3.001 (89,8%) | 2.769 (85,8%) |
| Афроамериканци    | 161 (4,8%)    | 166 (5,1%)    |
| Азијати           | 70 (2,1%)     | 81 (2,5%)     |
| Хиспаноамериканци | 50 (1,5%)     | 124 (3,8%)    |
| Укупно            | 3.342         | 3.229         |